# Paul Landers
Paul Landers, geboren als Heiko Paul Hiersche (Oost-Berlijn, 9 december 1964) is een Duitse muzikant, het meest bekend als de ritme gitarist van de Tanz-Metall-band Rammstein.
In 1984 trouwde Paul met Nikki Landers. Hij stond vroeger bekend als "Heiko Hiersche", of Henry Hirsch, later nam hij zijn vrouws achternaam aan en veranderde hij zijn voornaam in Paul om zijn biologische vader te eren. Later scheidden ze (c. 1987) waarna hij gedurende een paar jaar inwoonde bij zijn mede Feeling B-bandlid Christian Lorenz (bijnaam: "Flake").
Landers vormde in 1983 met Christian Lorenz en Christoph Schneider de eerste Oost-Duitse punk-band; Feeling B. In 1986 vormde Landers samen met Till Lindemann First Arsch. Hij heeft ook in een aantal andere bands gespeeld waaronder Die Firma, Die Magdalene en Keibel Combo (welke in feite alleen een naamswijziging van Feeling B was nadat ze onder deze naam een speelverbod kregen van de Oost-Duitse regering).
Till Lindemann, Richard Z. Kruspe, Christoph Schneider en bassist Oliver Riedel deden mee aan en wonnen de Berlin Senate Metro Beat Contest in 1994 en als prijs mochten ze een professionele demo met vier nummers opnemen. Landers en Christian Lorenz (bijnaam: Flake) sloten zich kort daarna ook aan bij die band, die later bekend zou staan als Rammstein.